# Плецевиці
Плецевиці (пол. Plecewice) — село в Польщі, у гміні Брохув Сохачевського повіту Мазовецького воєводства.
Населення — 470 осіб (2011).
У 1975-1998 роках село належало до Варшавського воєводства.

## Демографія
Демографічна структура станом на 31 березня 2011 року:
|          | Загалом | Допрацездатний вік | Працездатний вік | Постпрацездатний вік |
| -------- | ------- | ------------------ | ---------------- | -------------------- |
| Чоловіки | 227     | 55                 | 157              | 15                   |
| Жінки    | 243     | 50                 | 154              | 39                   |
| Разом    | 470     | 105                | 311              | 54                   |